# Naslovni nadbiskup
Naslovni nadbiskup ili titularni nadbiskup (grč. αρχεπίσκοπος, riječ složena od arché »prvi« i episkopos »nadglednik«) ugašenih nadbiskupija čiji naslov nose je naziv koji se u Katoličkoj Crkvi u pravilu daje nadbiskupima koji nemaju teritorijalne nadbiskupije po svijetu, nego vrše posebne službe u Crkvi, kao naprimjer u rimskoj kuriji ili kao apostolski, odnosno papinski nunciji, a rijetko i kao pomoćni biskupi.

### Slično
- Naslovni biskup